# Chantrigné
Chantrigné ist eine französische Gemeinde mit 599 Einwohnern (Stand: 1. Januar 2022) im Département Mayenne in der Region Pays de la Loire; sie gehört zum Mayenne und zum Kanton Gorron. Die Einwohner werden Chantrignéens genannt.

## Geographie
Chantrigné liegt etwa 46 Kilometer nordnordöstlich des Stadtzentrums von Laval. Umgeben wird Chantrigné von den Nachbargemeinden Ambrières-les-Vallées im Norden und Westen, Lassay-les-Châteaux im Norden und Osten, Le Horps im Südosten sowie Montreuil-Poulay und Saint-Loup-du-Gast im Süden.

## Bevölkerungsentwicklung
| Jahr                       | 1962 | 1968 | 1975 | 1982 | 1990 | 1999 | 2006 | 2019 |
| Einwohner                  | 720  | 731  | 651  | 606  | 594  | 588  | 609  | 606  |
| Quellen: Cassini und INSEE |      |      |      |      |      |      |      |      |

## Sehenswürdigkeiten
- Menhir von Le Grand Coudray, seit 1976 Monument historique
- Allée couverte de la Hamelinière, seit 1932 Monument historique
- Kirche Saint-Pierre-Saint-Paul

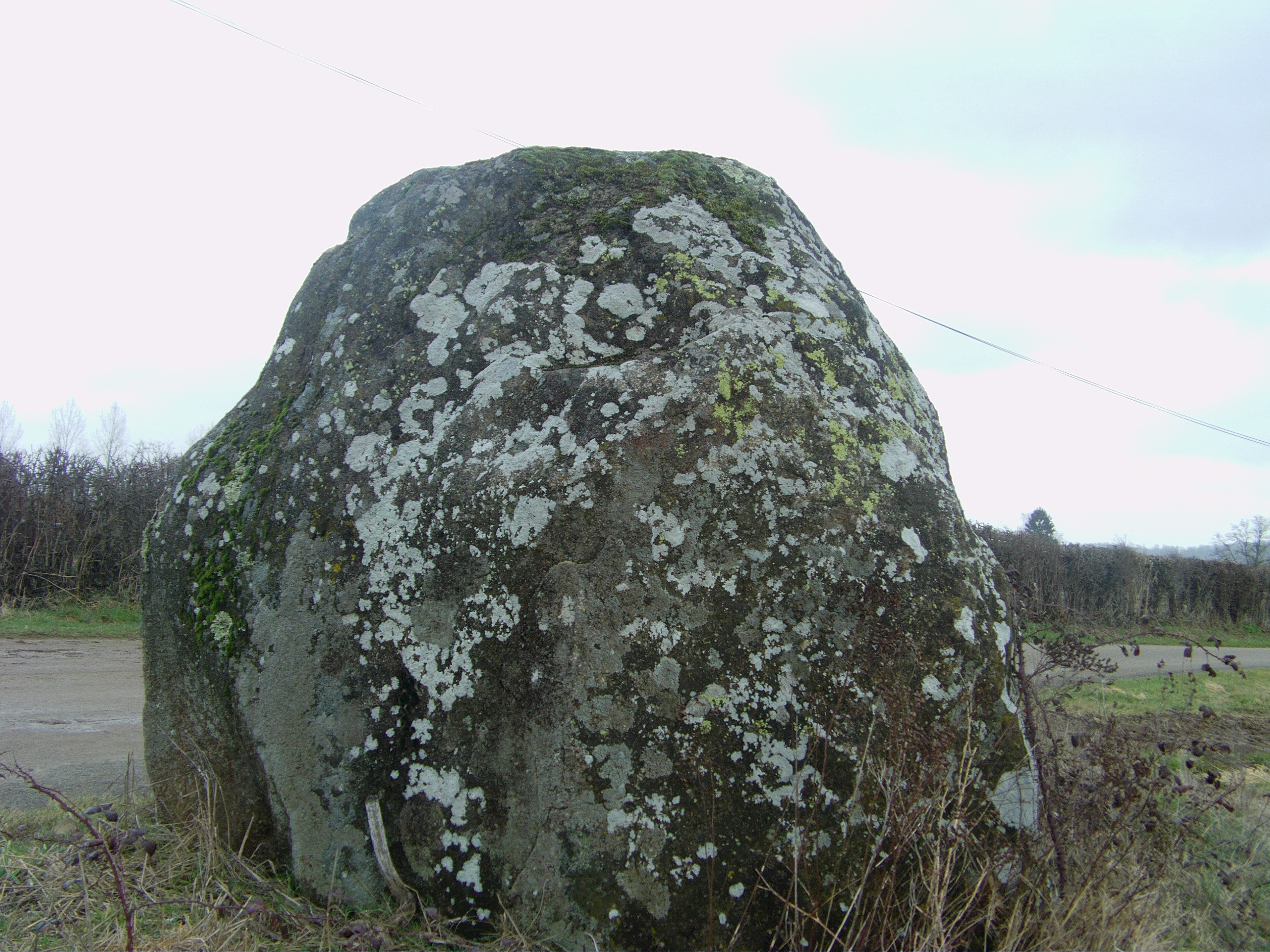
Menhir Le Grand Coudray
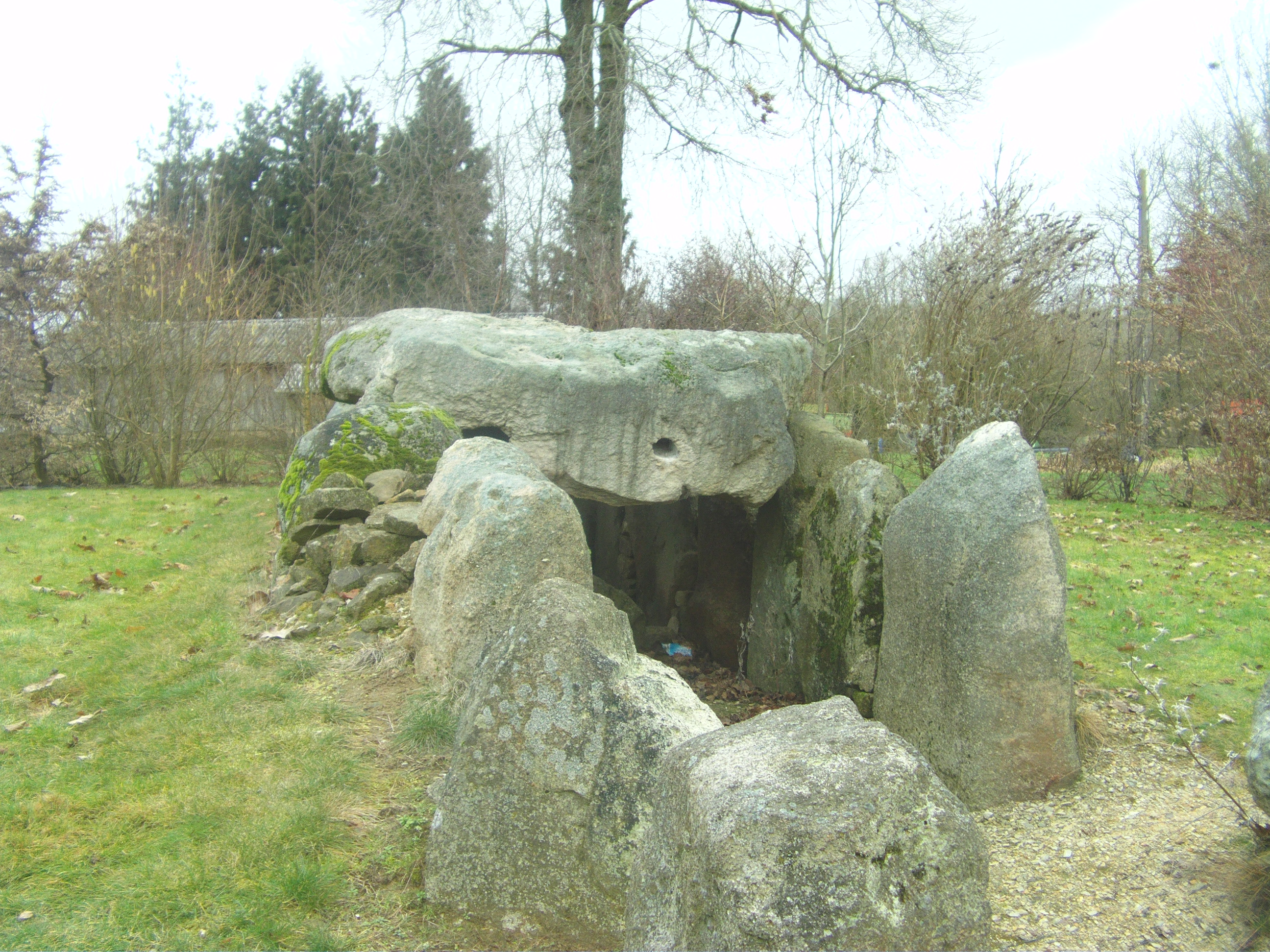
Allée couverte von La Hamelinière
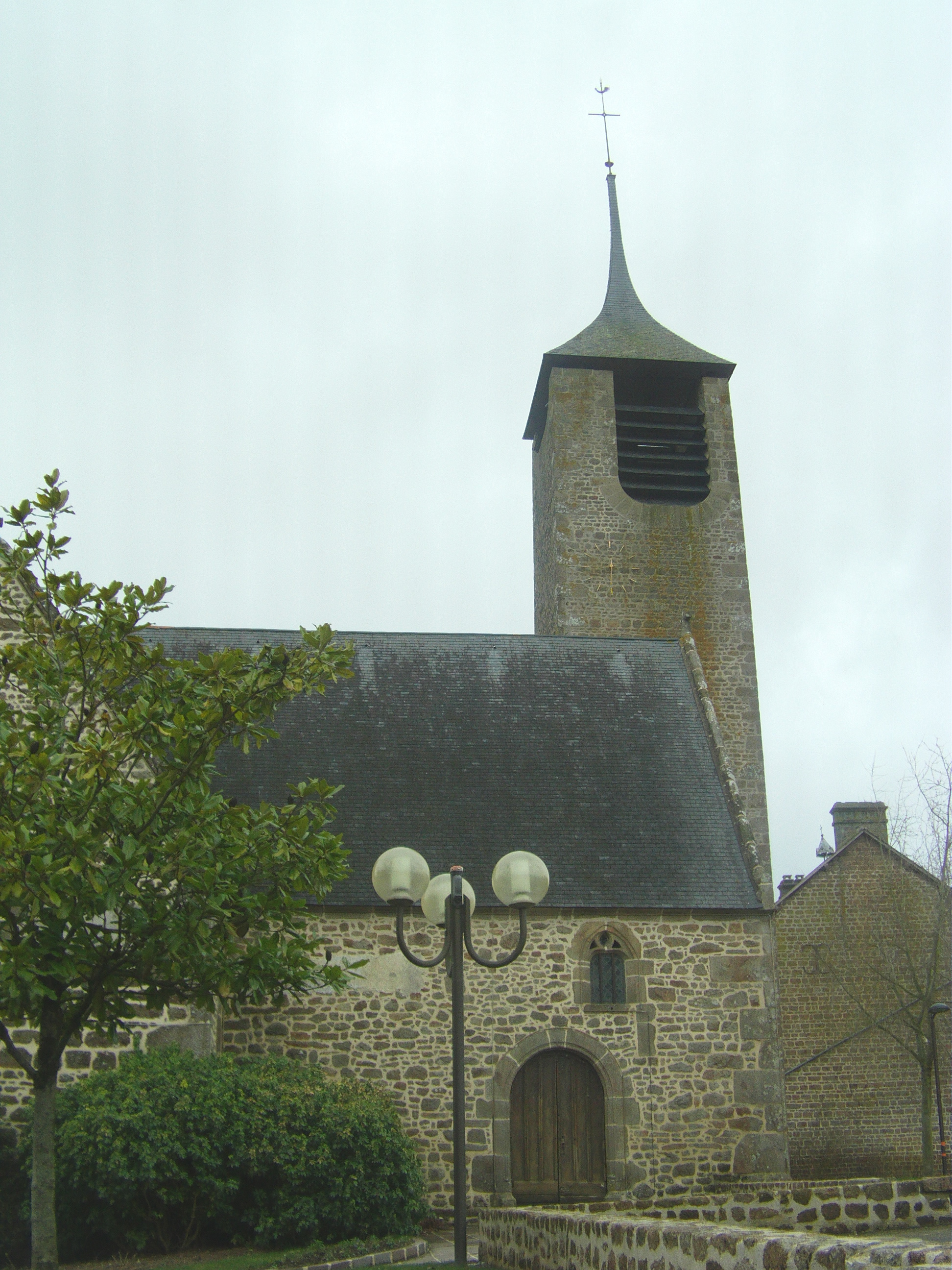
Kirche Saint-Pierre-Saint-Paul